# Batalla de l'Ebre
La batalla de l'Ebre fou un intens combat de desgast entre les tropes republicanes i els exèrcits franquistes iniciat el 25 de juliol de l'any 1938, a les acaballes de la Guerra Civil espanyola i que esdevingué decisiu de cara a la pèrdua de Catalunya per al govern republicà. Les terres del Matarranya, la Ribera d'Ebre, el Baix Ebre i la Terra Alta van viure la major acumulació de forces combatents de la història de Catalunya i van amarar-se amb la sang de desenes de milers d'homes.
L'ofensiva de l'exèrcit republicà s'inicia la matinada del 25 de juliol de 1938 amb la travessada del riu Ebre per tres zones diferents. Les zones de Mequinensa, al nord, i Amposta, al sud, no obtingueren èxit; només per la zona central s'aconseguí avançar i establir un front d'uns 35 quilòmetres, entre Faió i Xerta. El general Franco va centrar ràpidament el focus bèl·lic en aquest punt, on els republicans lluitaven d'esquena al riu. A la serra de Pàndols i a la de Cavalls els republicans intentaren resistir, però les tropes franquistes comptaven amb més i millor artilleria i aviació i anaren recuperant territori. El 16 de novembre de 1938 les darreres tropes republicanes travessaven de nou el riu Ebre i retornaven a les posicions inicials.
Fou la batalla més llarga de la Guerra Civil espanyola (115 dies), de desgast (amb un gran nombre de baixes) i, sobretot, per a la Segona República va significar la pèrdua de bona part del seu millor exèrcit i la majoria de l'armament més modern; de fet, al cap de 35 dies, el 23 de desembre, Franco donava inici a l'ofensiva sobre Catalunya davant un exèrcit desorganitzat i una població desmoralitzada. El 26 de gener les tropes franquistes entraven a Barcelona.

## Antecedents de la batalla de l'Ebre

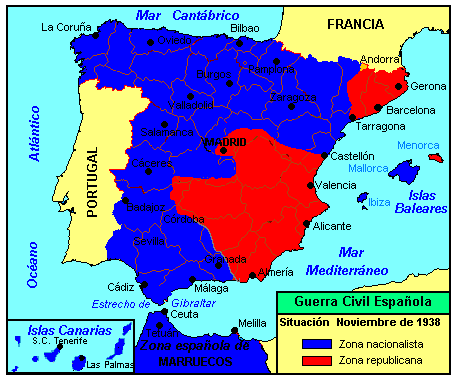
Novembre de 1938. En blau la zona franquista i en vermell la zona republicana. Les victòries de les columnes franquistes sobre Aragó i Castelló, a principis de 1938, van significar la partició de la República en dues zones aïllades i la voluntat dels comandaments republicans de redreçar aquesta situació: serà aquesta una de les causes de la batalla de l'Ebre.

A principis de 1938 l'Exèrcit Popular de la República s'havia esgotat en una sèrie de cruents combats per la conquesta de Terol, que va ser presa pels feixistes definitivament el mes de febrer. Just després de la batalla de Terol, l'exèrcit franquista va conquerir la resta d'Aragó i va penetrar a Catalunya per la franja de Ponent i la vall de l'Ebre. Des del front d'Aragó, les tropes insurrectes van aconseguir entrar a Catalunya per conquerir Lleida, Balaguer, Camarasa i Tremp, i de retruc, van controlar les centrals hidroelèctriques que abastien la indústria de guerra catalana. Al sud d'Aragó, els franquistes ocupen Morella i s'obren pas, per l'extrem nord del País Valencià, cap a la Mediterrània. En menys de dues setmanes prenen Vinaròs el 14 d'abril de 1938 i aconsegueixen trencar la continuïtat de la zona controlada pel govern legítim de la República: el territori republicà s'havia partit en dues meitats.
Les tropes del general Franco, que ja havien ocupat Lleida el 3 d'abril, havien encetat la batalla de València el 21 d'aquell mateix mes. La decisió de Franco per la continuació de l'ofensiva de Llevant amb la intenció de prendre València en lloc d'avançar cap a Barcelona és polèmica, però s'explica per la por de l'entrada en la guerra de França en suport de la Segona República Espanyola. Cert o no, l'ofensiva cap al sud va començar amb força, però l'orografia de les serres interiors valencianes, les adverses condicions climàtiques i una línia de defensa ben fortificada van alentir l'ofensiva. El mateix dia que anava a començar la batalla de l'Ebre, les tropes insurrectes eren a les portes de València.

## Causes de la batalla
Per la banda republicana es plantejaven dues opcions: frenar l'ofensiva contra València o bé esperar i resistir, una posició que es veia com a derrotista. Per tant, els comandaments republicans van decidir intervenir-hi per aturar les escomeses contra València i allargar la guerra amb l'esperança que les potències europees, França i Gran Bretanya, enfrontades a l'expansionisme nazi canviessin la seva política de no-intervenció i intervinguessin en defensa del govern republicà legítim. A més significava poder emprar els recursos humans i materials de Catalunya (la Segona República restava partida en dues meitats) i reforçar el prestigi del govern de Negrin.
L'estratègia politicomilitar del general Franco és imprescindible per entendre el desenvolupament de la batalla de l'Ebre. Per Josep Sánchez Cervelló i Pere Clua Micola, a La Batalla de l'Ebre: un riu de sang, des del començament de la Guerra Civil, les operacions bèl·liques de Franco obeïen a la dinàmica d'allargar la guerra "per dos motius essencials: fer, d'una banda, una "neteja" a fons dels seguidors i defensors de "l'antipàtria" i, per l'altra, augmentar el seu ascendent sobre els generals que formaven la cúpula militar, perquè cada dia que passava s'havien de centrar més en qüestions estrictament operatives; mentrestant Franco s'encarregava de la Governabilitat, de manera que augmentaven les distàncies entre ell i els seus iguals".

## Preparatius de la batalla

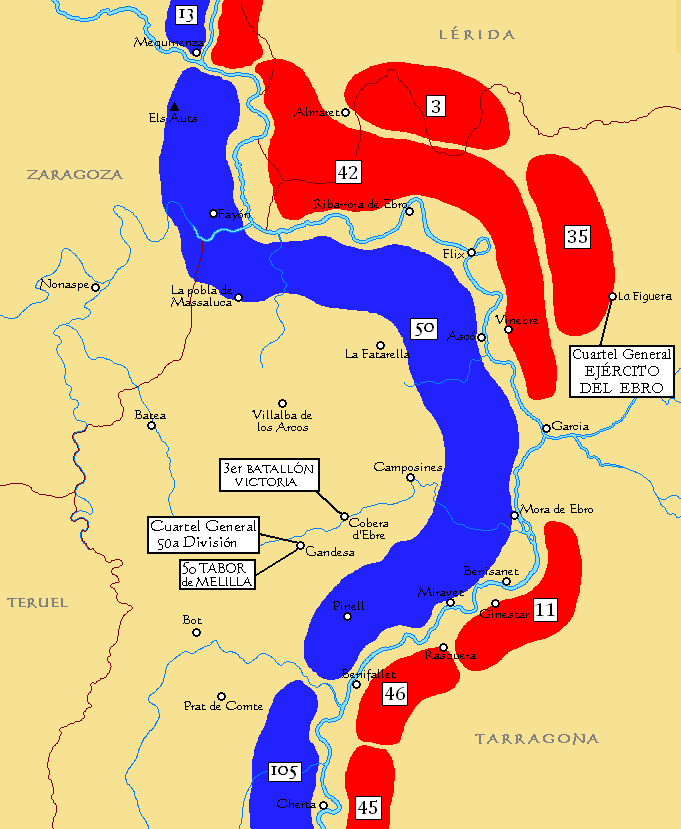
Distribució de les forces d'ambdós exèrcits a les 00:15 del 25 de juliol. En color vermell, les de l'exèrcit republicà; en blau, les del bàndol farnquista. Els requadres es refereixen als estats majors i a unitats militars independents

### Exèrcit Popular Republicà
Les tropes republicanes havien estat derrotades a l'Aragó el mes d'abril de 1938. Eren unes tropes molt malmeses i amb molt poca moral. Per la constitució d'un nou exèrcit, l'Exèrcit de l'Ebre, s'empraren les antigues milícies del front d'Aragó, el V Cos d'Exèrcit manat per Juan Modesto i per cobrir la manca d'efectius, el 12 d'abril de 1938, el govern republicà decretà la mobilització de noves lleves: la dels homes de més de 35 anys (l'anomenada lleva del sac) i els joves nascuts el 1920 (la lleva del biberó).
Finalment, el 25 de maig es constituí l'Exèrcit de l'Ebre, a les ordres del tinent coronel Juan Modesto, amb el lloc de comandament a l'Espluga de Francolí i integrat per dos Cossos d'Exèrcit: el XV i el V, que serien reforçats pel XII i el XVIII un cop començada la batalla. En concret:
- El XV Cos d'Exèrcit dirigit pel Tinent Coronel Manuel Tagüeña des d'Escaladei i el formaven les següents Divisions: la 35a Divisió Internacional a les ordres del major Pedro Mateo Merino (amb l'XI, XIII i XV Brigades Internacionals); la 3a Divisió, a les ordres del major Esteban Cabezos (amb la 31a, 33a i 60a brigades), i la 42a Divisió, sota el comandament del major Manuel Alvarez (amb la 226a, 227a i 59a brigades). A mitjans de juliol, rebé el reforç de la 16a Divisió del XII Cos de l'Exèrcit Popular Republicà, el 3r Regiment de Cavalleria, artilleria antiaèria, blindats i mitjans de pas.
- En segon lloc, comptava amb el V Cos d'Exèrcit, sota el comandament del Tinent Coronel Enrique Líster, amb la base a Salou i formada per: l'11a Divisió a les ordres del major Joaquin Rodríguez (amb la 1a, 9a i 100a brigades); la 46a Divisió sota comandament del major Valentín González "El Campesino" (amb la 10a, 37a i 101a brigades), i la 45a Divisió internacional dirigida pel tinent coronel Hans Kahle (amb les brigades XII "Garibaldi", la XIV "Marsellesa" i la 139a).

- En tercer lloc, el XII Cos d'Exèrcit era dirigit pel tinent coronel Etelvino Vega, s'estava a la Bisbal de Falset i estava integrat per la 16a Divisió del major Manuel Mora Torres amb la 23a, la 24a i la 149a brigades (a la qual se li afegiria com a reforç la 135a Brigada Mixta),[17] i la 44a Divisió sota comandament de Ramón Pastor i amb les brigades 140a, 144a i 145a.

- Finalment, el XVIII Cos d'Exèrcit, a les ordres del tinent coronel José del Barrio, actuà com a reserva tàctica dels dos primers. Estava format per tres divisions: la 27a Divisió, manada per Marcelino Usatorre i formada per les brigades 122a (amb el 1r batalló, "la Bruixa"), 123a i 124a.; la 60a Divisió del major Manuel Ferràndiz, amb les brigades 95a, 84a i 224a, i la 43a Divisió, comandada pel tinent coronel Antonio Beltrán Casaña ("l'Esquinazau") amb la 72a, la 102a i la 130a brigades.

El V i XV Cossos d'Exèrcit disposaven a l'inici de la batalla d'uns 35.000 homes cadascun. De la resta no hi ha informacions fidedignes, però eren inferiors als dos primers.
A principi de l'estiu de 1938, el general Vicente Rojo, cap de l'Estat Major Central republicà, ja havia planejat l'atac amb una operació que preveia superar un front de més de 60 quilòmetres (des de Mequinensa fins al delta de l'Ebre). Era un pla ambiciós, xocava amb la tàctica militar de considerar els rius cabalosos com a infranquejables, i pretenia avançar cap al sud des de Tortosa (en un intent d'arribar a Vinaròs) i avançar cap al massís dels Ports i sorprendre les tropes franquistes a Morella. L'estratègia era arriscada per diversos motius: en primer lloc, per l'orografia agresta de la Terra Alta; en segon lloc, perquè les tropes quedarien d'esquena al riu i sense gaire marge de maniobra en cas de contraatac.

### Exèrcit rebel
A la riba dreta de l'Ebre es trobava, inicialment, desplegat el Cos d'Exèrcit del Marroc, però posteriorment, donat el volum i duresa de les operacions es va afegir el Cos d'Exèrcit del Maestrat, dirigit pel general Rafael García Valiño.
- El Cos d'Exèrcit del Marroc estava integrat per uns 98.000 homes comandats pel general Juan Yagüe, i estava format per: la 40a Divisió, la 50a Divisió i la 105a Divisió. Tret de la 50a Divisió, formada per soldats de reemplaçament, la resta de divisions eren tropes molt experimentades: legionaris, regulars, mercenaris africans de l'Ifni i el Sàhara, i voluntaris de les milícies falangistes i carlines.

- El Cos d'Exèrcit del Maestrat, que s'afegí posteriorment, estava dirigit pel general Rafael García-Valiño Marcén i comptava amb diverses divisions: la 1a Divisió de Navarra, la 74a Divisió (la Leona), la 82a Divisió, la 84a Divisió i la 13a Divisió[18]

Però més enllà de la infanteria, la superioritat aèria i la capacitat de foc de l'artilleria del bàndol franquista van ser crucials en el desenllaç de la batalla. Pel que fa a la superitoritat aèria, els atacs de la legió Còndor i l'aviació legionària italiana seran un dels elements clau al llarg de tota la batalla. Per exemple, durant els primers dies de la batalla, els millors pilots de l'Alemanya nazi van deixar caure una gran quantitat de bombes sobre els ponts que creuaven l'Ebre, fet que va impedir l'arribada de nou material republicà al front; però també a punta Targa, a la serra de Pàndols i, sobretot, a la serra de Cavalls, van ser decisius per tombar la batalla cap al costat franquista. Pel que fa a l'artilleria, l'exemple de Punta Targa és il·lustratiu: l'artilleria franquista va arrasar les primeres línies republicanes; una constat durant tota la batalla. A més, els tiradors franquistes podien renovar les peces mentre a la rereguarda reajustaven els canons avariats; en canvi, els republicans no podien fer-ho degut a la inferioritat numèrica, fet que implicava que espremessin les armes fins a espatllar-les.

## La batalla de l'Ebre

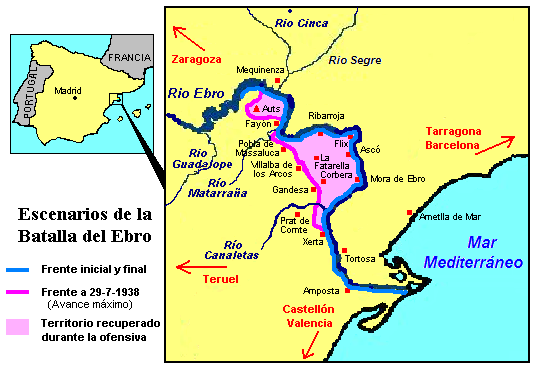
Mapa de la zona on transcorregué la Batalla de l'Ebre. S'hi indica la línia de màxima penetració de les tropes republicanes i la situació final, després del replegament

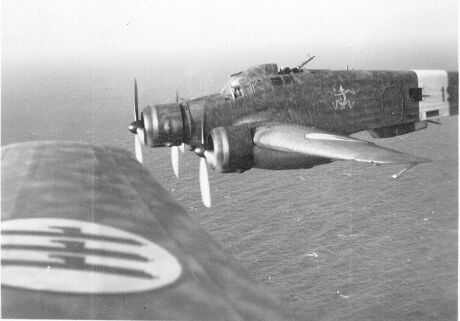
El suport de l'aviació alemanya i italiana (a la foto, uns bombarders Savoia SM.79) va ser clau en la victòria a l'Ebre i en el desenllaç de la guerra. El mateix dia 25 de juliol, inici de l'ofensiva de l'Ebre, l'aviació franquista va destruir els ponts que l'exèrcit republicà havia construït sobre el riu. Aquest fet va evitar l'arribada de nou material bèl·lic.

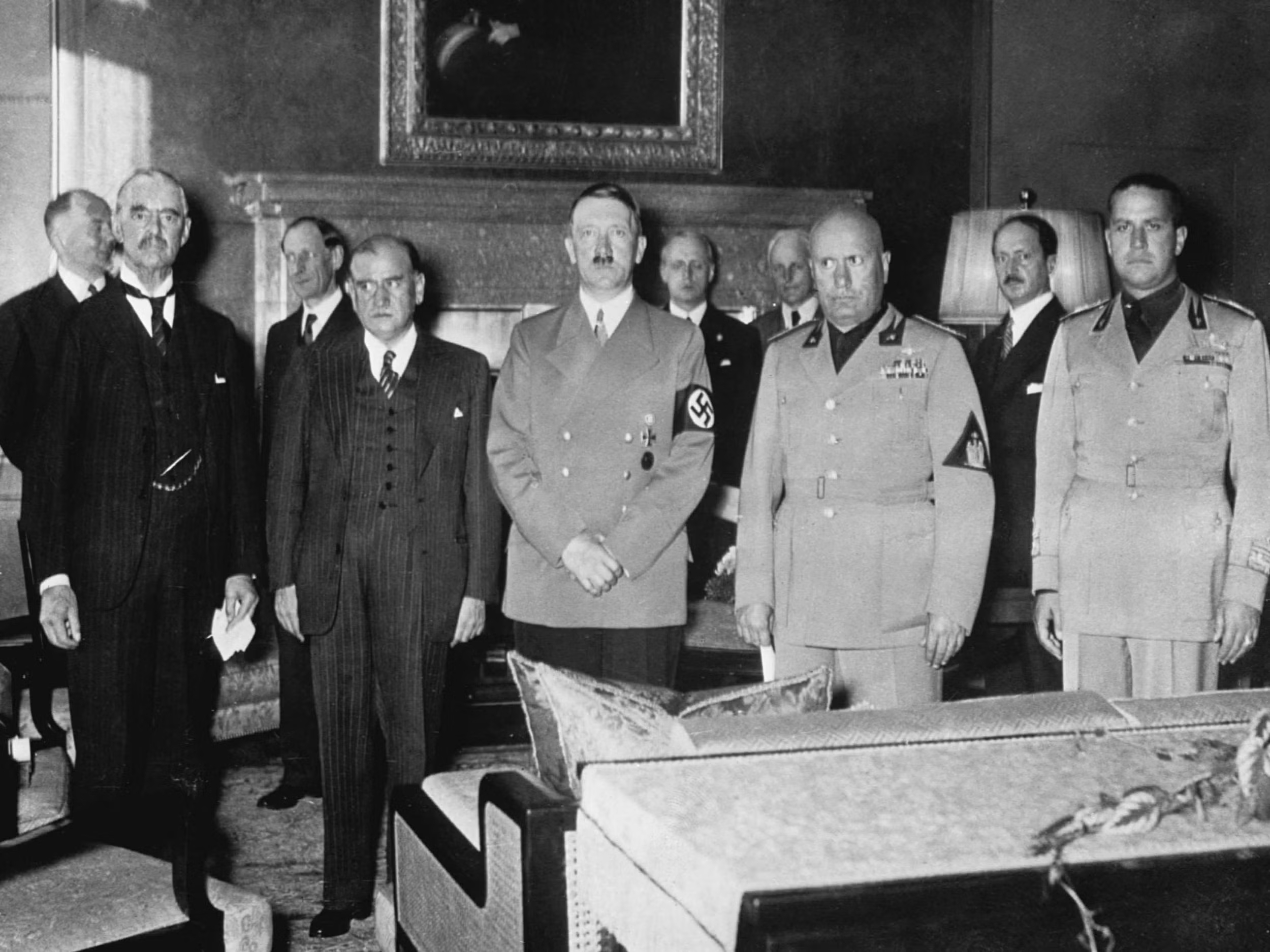
D'esquerra a dreta: Chamberlain, Daladier, Hitler, Mussolini, i Ciano fotografiats just abans de signar els acords de Múnic. Durant tota la batalla de l'Ebre, el govern republicà tenia l'esperança d'una intervenció internacional per esperonar els comandaments militars. Però França mai va enviar soldats ni armes. Només durant la primavera del 1938 va permetre l'arribada d'armes soviètiques i txeques. Però amb l'ascens de Daladier (a la foto) com a nou cap de govern va canviar l'actitud i va seguir la política marcada per Gran Bretanya de no-intervenció. El cop final va ser els acords de Múnic: davant la negativa de Gran Bretanya, França es va comprometre a no atacar Alemanya, traint el tractat signat amb Txecoslovàquia que l'obligava a defensar-la en cas d'un atac. Aquesta traïció va enfonsar totes les esperances del govern de la Segona República.

El 25 de juliol del 1938 les forces republicanes van llançar l'ofensiva per travessar l'Ebre. S'iniciava una terrible batalla de desgast que ha perdurat en la consciència col·lectiva de generacions. Durant 115 dies, el riu va ser el testimoni d'un enfrontament cruel i decisiu pel desenllaç de la Guerra Civil.

## El pas del riu
La batalla va iniciar-se a les 0:15 hores de la matinada del dia 25 de juliol de 1938 quan l'exèrcit republicà va començar a travessar el riu Ebre per diferents punts entre Mequinensa i Amposta. El gros de les forces dels dos Cossos d'Exèrcit van penetrar per la zona compresa entre Riba-roja, Flix i Ascó. Alhora, per distreure l'atenció de l'enemic, es realitzaren dos passos menors: un, més al nord, a càrrec de la 42a Divisió que amb 9.500 homes va travessar el riu entre Mequinensa i Faió, i un altre pel sud, en el sector d'Amposta, a càrrec de la 45a Divisió.

### El creuament del riu per Amposta
Les nits anteriors a la batalla, camions republicans amb els llums encesos circulaven per la riba esquerra del riu, davant d'Amposta, mirant de cridar l'atenció dels observadors franquistes. La finalitat era distreure'ls de la zona principal de l'atac, més al nord. Aconseguiren l'objectiu perquè uns dies abans de l'atac es va evacuar la població civil, es va reforçar la 105a Divisió franquista amb 10.000 homes provinents de Mallorca i es va omplir d'aigua el canal de la riba dreta per dificultar encara més un possible pas del riu. Tot plegat va facilitar que els franquistes rebutgessin l'ofensiva provocant greus pèrdues a la 45a Divisió republicana. Cal esmentar, que tot i ser una maniobra de distracció, igual que la del pas de riu pel sector Mequinensa-Faió a l'extrem nord, la magnitud de la desfeta republicana va comportar un contratemps notable.
Una circumstància paral·lela prèvia a la batalla demostra que els problemes personals i polítics incidiren en l'organització de l'Exèrcit Popular de la República: unes hores abans de l'atac, el tinent coronel Valentín González, el Campesino, havia estat destituït per Líster i Modesto i substituït per Domiciano Leal al capdavant de la 46a Divisió.
Fos com fos, el batalló Comuna de París de la XIV Brigada Internacional de la 45a Divisió va travessar el riu a l'oest d'Amposta a les 00:15 hores del dia 25 de juliol, a la zona anomenada "Font de Quinto" (prop de Campredó). En aquest cas, les tropes franquistes estaven ben preparades per fer front a l'ofensiva republicana: el 292è Batalló de Tiradores d'Ifni, una unitat selecta de les tropes mores de Franco, així com la 2a Brigada de la 105a Divisió, van provocar una autèntica matança en les tropes de voluntaris francesos i belgues. Al llarg de la matinada, dos batallons més de la XIV Brigada van poder travessar el riu, però en pèssimes condicions i molt delmades per l'intens foc artiller i de les metralladores franquistes. A més a més, l'exèrcit de Franco va aconseguir aviat el suport addicional de la 13a Divisió.
Els soldats republicans van aconseguir amb molt d'esforç col·locar una passera que, juntament amb les 20 barcasses de què disposaven, va permetre travessar el riu a un bon nombre dels 1.000 homes que componien la XIV Brigada, però llavors es toparen amb la segona barrera que suposava el canal de la dreta de l'Ebre, mentre els franquistes havien aconseguit encerclar-los i sotmetre'ls a un terrible foc artiller. Així, a mig matí, la passera havia estat derruïda, el batalló Commune de París havia estat aniquilat i la resta d'unitats havien patit grans pèrdues humanes, de manera que només un grapat de soldats van poder tornar, a la caiguda de la tarda, a creuar a la riba esquerra del riu, deixant a terra o surant Ebre avall més de 600 companys, si bé altres historiadors parlen de 200. Hi hagué pocs presoners entre els republicans, que foren separats entre estrangers i espanyols. Els primers foren assassinats en un barranc de Santa Bàrbara.

### El creuament del riu pel sector Mequinensa-Faió
Les forces de la 42a Divisió que creuaren pel nord, en canvi, van aconseguir un èxit inicial, ja que van establir un cap de pont i van arribar fins als alts dels Auts, tallant la carretera que uneix Faió amb Mequinensa. Amb tot no van assolir l'ocupació de cap d'aquests dos pobles i restaren tancats en una borsa, amb el riu a l'esquena i aïllats de la resta del XV Cos d'Exèrcit.

### El creuament del riu per la zona central de l'ofensiva
El gran pes de l'operació va anar a càrrec de les forces que van creuar pel sector central, integrades pel gruix dels V i XV, que comptaven amb suport d'artilleria. Les tropes defensores eren les unitats del 50è Divisió del Cos d'Exèrcit Marroquí, que es van retirar. En una ràpida operació i malgrat la manca de transport mecanitzat, ocupen els dies següents les serres de la Fatarella, Pàndols i Cavalls. Amb aquestes conquestes, el 26 de juliol estableixen la línia de màxima penetració de l'exèrcit republicà, i que coincidiria, amb la corda de l'arc que forma l'Ebre entre Faió i Benifallet.

## L'aturada de l'avanç republicà i les set contraofensives franquistes
L'exèrcit franquista disposava de més efectius i una superioritat aèria total, mentre que l'exèrcit republicà atacava a camp obert, mancat de suport aeri i amb una artilleria mòbil insuficient. Tot plegat va constituir un desavantatge decisiu per als interessos de la Segona República. A més, segons l'historiador i escriptor Antony Beevor, les forces republicanes van actuar sense cap objectiu estratègic final clar i sense aplicar la teoria de la penetració profunda, fet que les va dur a malgastar temps i esforços atacant posicions defensives franquistes secundàries. Això va permetre que les forces mecanitzades del bàndol franquista prenguessin importants posicions defensives, de manera que el suport aeri i l'artilleria mecanitzada van ser decisius per donar la volta a l'avanç republicà inicial.
Per tant, l'exèrcit republicà va atacar entre els dies 26 a 31 de juliol i va arribar fins a les primeres cases de Vilalba dels Arcs i Gandesa, però a partir del 31 de juliol va haver de passar de facto a la defensiva.
Així doncs, i a partir d'aquesta data, Franco articula i dissenya un seguit d'operacions o contraofensives que queden dividides en set:
| Contraofensives franquistes |
| --- |
| - Primera contraofensiva: del 6 al 9 d'agost de 1938 (atacs a les posicions de Mequinensa-Faió).                                                                                                   |
| - Segona contraofensiva: del 10 al 18 d'agost de 1938 (atacs a les posicions de la serra de Pàndols).                                                                                              |
| - Tercera contraofensiva: del 19 al 27 d'agost de 1938 i del 28 d'agost al 2 de setembre de 1938 (atacs a les posicions pròximes a Vilalba dels Arcs, Quatre Camins o Punta Targa i Vèrtex Gaeta). |
| - Quarta contraofensiva: del 3 al 17 de setembre de 1938 (atacs a les posicions de Corbera d'Ebre).                                                                                                |
| - Cinquena contraofensiva: del 18 al 30 de setembre de 1938 (atacs a les posicions de la serra de Cavalls).                                                                                        |
| - Sisena contraofensiva: de l'1 al 29 d'octubre de 1938 (atacs a les posicions de la Fatarella i les Camposines).                                                                                  |
| - Setena contraofensiva: del 30 d'octubre al 16 de novembre de 1938 (atacs fins a restablir la línia a l'altra banda del riu Ebre).                                                                |

Dins d'aquestes:

### Segona contraofensiva o primera batalla de Pàndols
L'ofensiva de les tropes franquistes es va iniciar el 9 d'agost, i durant una setmana, fins al 16 d'agost, lluitaren cos a cos l'11a divisió contra la 4a de Navarra franquista. La lluita va ser acarnissada, sense aigua, fins a quedar desfets. Amb tot, els franquistes conqueriren la cota 705 o Punta Alta, al terme d'El Pinell de Brai, una posició clau per dominar el sistema muntanyós de la Serra de Pàndols, quan l'11a divisió republicana, totalment esgotada i esmicolada, va retirar-se la nit del dia 13 al 14 d'agost per ser rellevada per la 35a Divisió Internacional. Fou precisament el relleu el fet que va propiciar l'ocupació per sorpresa per part del 5è Tabor de Regulars de Ceuta, que va anticipar-se.
En qualsevol cas, malgrat que els franquistes prengueren la cota 705, el fet de no assolir el control de l'ermita de Santa Magdalena i de les cotes 641, 609, 602 i 666. els va fer fracassar en el seu objectiu d'avançar cap a la vila de Pinell de Brai. El dia 16, el general Franco va aturar l'ofensiva.
Tercera contraofensiva amb atacs a les posicions de Vilalba dels Arcs, Quatre Camins i Vèrtex Gaeta
Aquesta ofensiva comença el dia 19 d'agost amb una acció incessant de l'artilleria i de l'aviació franquista des de les 09.00 hores fins a les 14.00 hores, aproximadament. Mentre l'artilleria tritura les trinxeres i els parapets habilitats per a aquest efecte, l'aviació ataca els posts de comandament republicans i les vies de comunicació. L'avanç franquista és molt lent a causa, en un primer moment, de la resistència republicana duta a terme en part per la 84a Brigada Mixta de la 60 Divisió i per la 135a Brigada Mixta. Donada la cruesa del combat i pel fet que la 84a i 135a Brigades Mixtes comencen a veure's desbordades i abandonen part de les seves posicions, s'activa a la 23a, 24a i 149 Brigades Mixtes de la 16a Divisió per tal que s'atansin a primera línia a donar suport a la resta d'unitats republicanes. El dia 20 d'agost les Brigades Mixtes de la 16a Divisió ocupen a primera línia part del barranc de las Comes, cota 527 al sud-oest del Vèrtex Gaeta, així com les cotes al sud 522, 488 a Quatre Camins, 463, 440, 441 i 426. Enllacen per la dreta amb la 60 Divisió i a l'esquerra, amb la 27 Divisió. Durant els següents dos dies, les diferents unitats republicanes es veuen immerses en una sèrie de combats amb bombardejos d'aviació, artilleria, tancs i infanteria franquista i s'arriba al cos a cos. El dia 22 d'agost, en un dels contraatacs franquistes i amb el suport d'entre 40 i 50 carros de combat, cau la posició Vèrtex Gaeta protegida per la 23a BM. Les unitats franquistes arriben fins a l'enllaç entre la 23a BM i la 149a BM i la línia és superada àmpliament, fet que suposa que tota la 16a Divisió es retiri gairebé en desbandada davant l'allau que els cau a sobre. Han de recolzar les cotes la 60 Divisió i la 27 Divisió Republicana.

### Cinquena contraofensiva o l'atac a la serra de Cavalls
Franco canvia d'estratègia quan decideix conquerir pam a pam el territori, sense importar les baixes. En lloc dels atacs pels flancs, ara escometria des del centre; pels cims de la Fatarella i la serra de Cavalls. Amb dificultats, els republicans paren l'ofensiva franquista, però el 7 de setembre, es parapeten al barranc de la Vimenosa. El 14, els franquistes reinicien l'atac amb una forta cobertura artillera fins a l'ocupació de la punta del Cucuc. Els franquistes continuen l'avenç cap a les Camposines i, l'11 d'octubre, ocupen la part esquerra de la cruïlla.
Setena contraofensiva
El 30 d'octubre té lloc la darrera ofensiva dels franquistes: aquests avancen per la zona plana del riu fins a Móra d'Ebre amb la intenció d'encerclar les tropes que encara queden a la serra de Cavalls i les Camposines. A Corbera d'Ebre, els franquistes emplacen més de tres-cents canons contra la serra de Cavalls. Aquell mateix dia cauen nou mil tones d'artilleria i vuit mil l'aviació sobre un front d'un quilòmetre que deixa esmicolades les defenses republicanes.
El dia 4 de novembre, els franquistes ocupen Miravet; el 6, Benissanet; el 7, Móra d'Ebre; l'11, la Venta de Camposines; el 15, la Fatarella, i el 16 entren a Riba-roja.

### Retirada final republicana

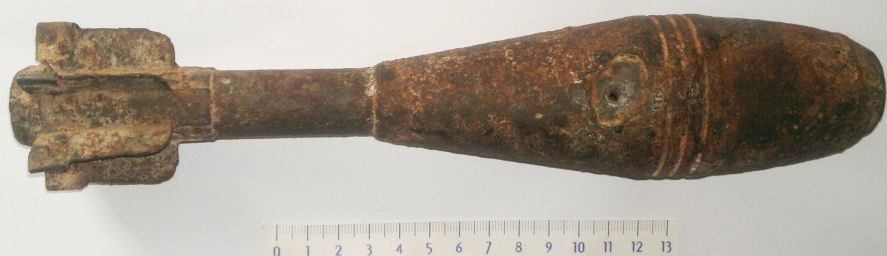
Bomba (inert) de morter MLIC Valero mod. 1932, reformada monobloc, de 50 mm. Fabricació republicana (Stoker catalana). Recuperada del fang de la riba sud del riu Ebre, a uns 100 mts del pont de ferrocarril de Garcia

Els alts comandaments republicans decideixen que han d'evacuar. La tarda del 15 de novembre, a les ordres de Manuel Tagüeña, les tropes republicanes creuen a Flix el riu en sentit invers, i a quarts de cinc de la matinada es vola el pont de ferro. La batalla s'ha acabat.

## Conseqüències i conclusions
Després de la derrota republicana, la guerra es va convertir en un continu avanç dels franquistes que prenen Barcelona el 26 de gener i Madrid el 28 de març de 1939. Així, doncs, la derrota republicana va esdevenir el cop definitiu a la República. Dels prop de cent mil soldats que hi van anar no en van tornar sencers ni la meitat. Si hi afegim les grans pèrdues materials, l'exèrcit republicà va rebre el pitjor revés de la guerra. El desenllaç de la guerra s'havia decidit a l'Ebre. No debades, després d'aquesta derrota de l'exèrcit republicà, el destí de Catalunya i de la República estava dat i beneït. L'ocupació del Principat, amb unes defenses debilitades i una rereguarda afamada i desmoralitzada, només era qüestió de poc temps per a la maquinària de guerra franquista, reforçada per la legió Còndor de l'Alemanya de Hitler i el Corpo Truppe Volontarie de la Itàlia de Mussolini.
Les conclusions que es poden extreure d'aquesta batalla són les següents:
1. A nivell intern republicà, la batalla de l'Ebre pretenia donar moral a la societat civil i a les tropes després de la caiguda del front d'Aragó.
2. La batalla consagrà l'autoritat del president Juan Negrín i de la seva estratègia de buscar una sortida diplomàtica al conflicte. Abans de negociar, calia, però, demostrar la fortalesa de la República espanyola.
3. Negrín volgué, sense èxit, barrejar negociació i iniciativa bèl·lica però la jugada no va sortir bé perquè les democràcies preferiren una política d'apaivagament amb el feixisme i el nazisme; la qual cosa acabarien pagant car.
4. La batalla de l'Ebre fou una batalla de desgast, insostenible militarment per la República, ja que no tenia capacitat per cobrir les baixes humanes i materials.
5. La batalla de l'Ebre revelà les deficiències de l'exèrcit republicà: l'aviació tardà 19 dies a arribar de forma convincent al front, la inferioritat artillera i aèria era evident, l'armament i la munició no estaven unificats; i es depenia de material i recanvis de l'estranger que amb el tancament de la frontera francesa es convertí en una barrera infranquejable pel manteniment de la seva operativitat. Tampoc havia reserves de queviures, ni d'impedimenta ni d'homes.
6. La formació militar de Franco provenia de l'escola militar francesa: derrotar l'enemic en un front estàtic mitjançant una batalla de desgast com durant la Primera Guerra Mundial. L'estratègia militar de Franco seguí aquest patró tan poc imaginatiu: atacs frontals reforçats per la superioritat aèria, artillera i en reserves d'homes i material. A més, aquesta estratègia convenia al seu propòsit polític, ja que, per una banda, procedia a l'extermini dels adversaris i, per l'altra, sumava un model de govern sense oposició i on els generals que l'havien escollit cada cop depenien més del seu lideratge.
7. La derrota de l'Ebre fou el final de la Segona República, ja que hi perderen les millors unitats, una gran quantitat de material bèl·lic no reemplaçable i el panorama diplomàtic internacional se li acabà de girar d'esquena.
8. Per a la vida social, econòmica, cultural i política de la Terra Alta i la Ribera d'Ebre, la batalla de l'Ebre significà un dur impacte: perdé el 15% de la població i continuà disminuint les dècades següents.. La repressió dels guanyadors facilitaren l'emigració dels derrotats, feren créixer el ressentiment i la desesperança. A més, les quantitats ingents de projectils escampats i la destrucció massiva de cases, propietats i infraestructures, com s'exemplifica al poble vell de Corbera d'Ebre, ajuden a comprendre la pobresa posterior a la guerra.

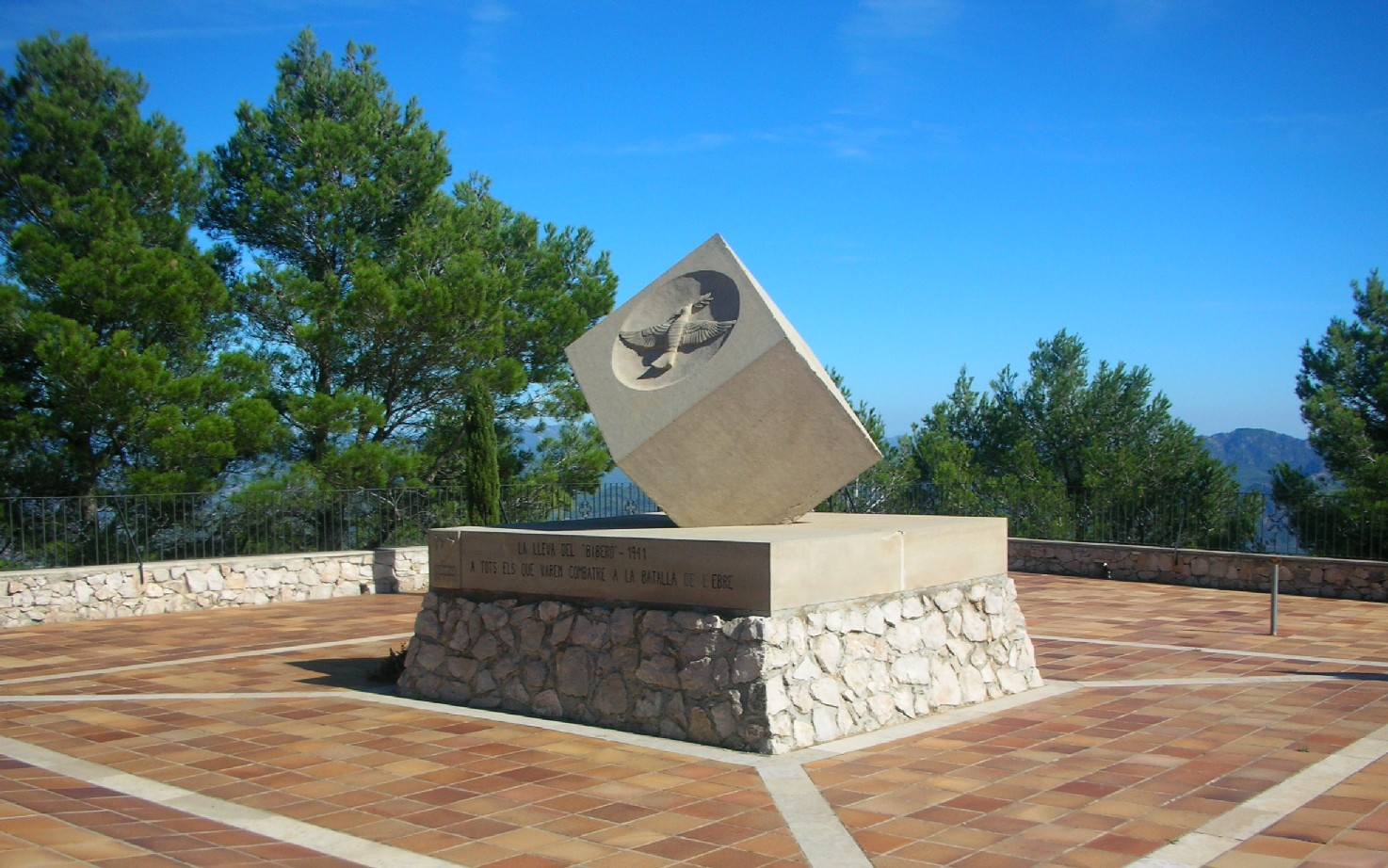
A prop la carretera de Gandesa a Tortosa, al cor de la serra de Pàndols, hi ha el Monòlit en memòria de la lleva del Biberó, a la Cota 705.
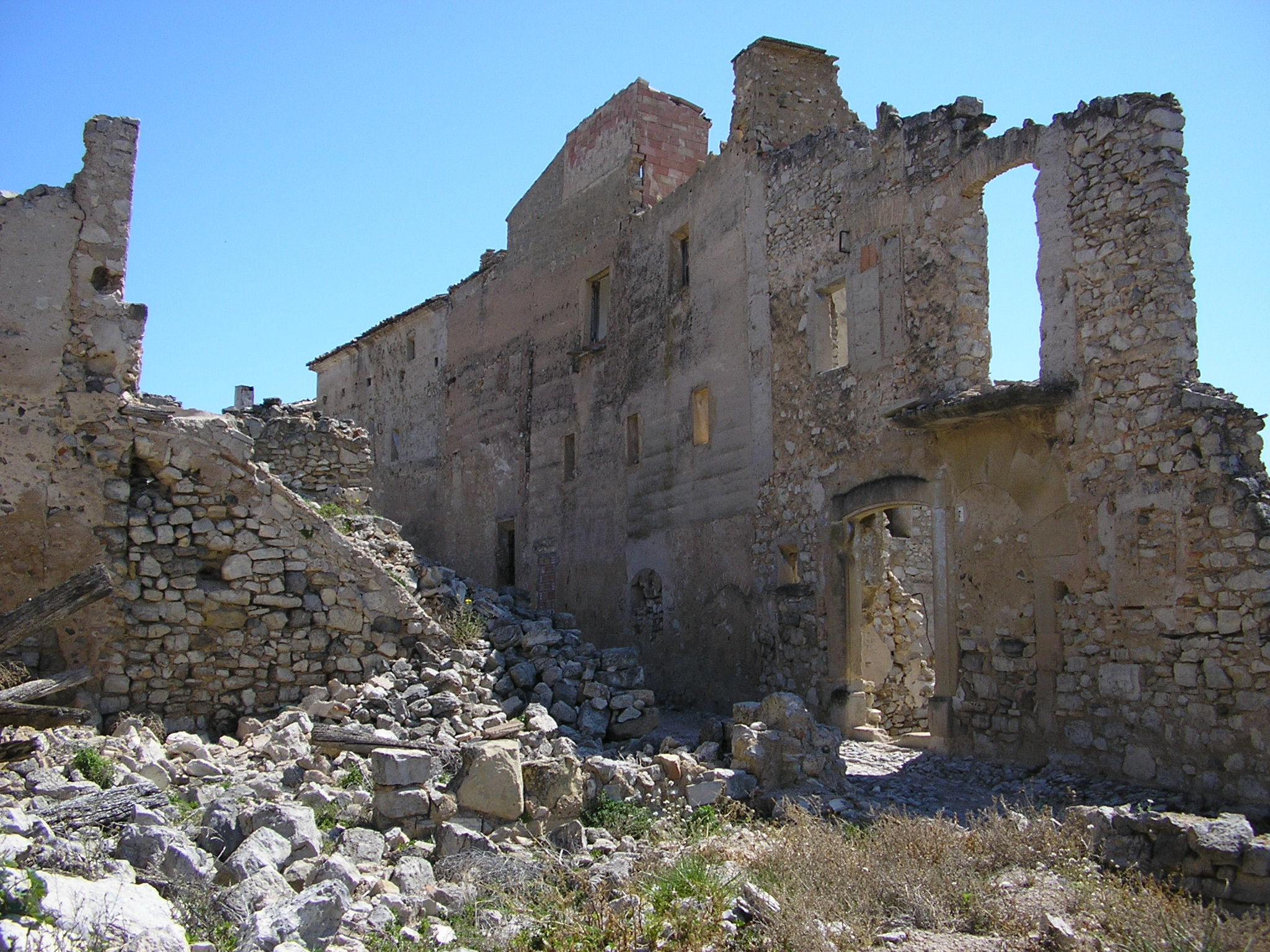
Vista parcial de Corbera d'Ebre, tal com va quedar després de la batalla.
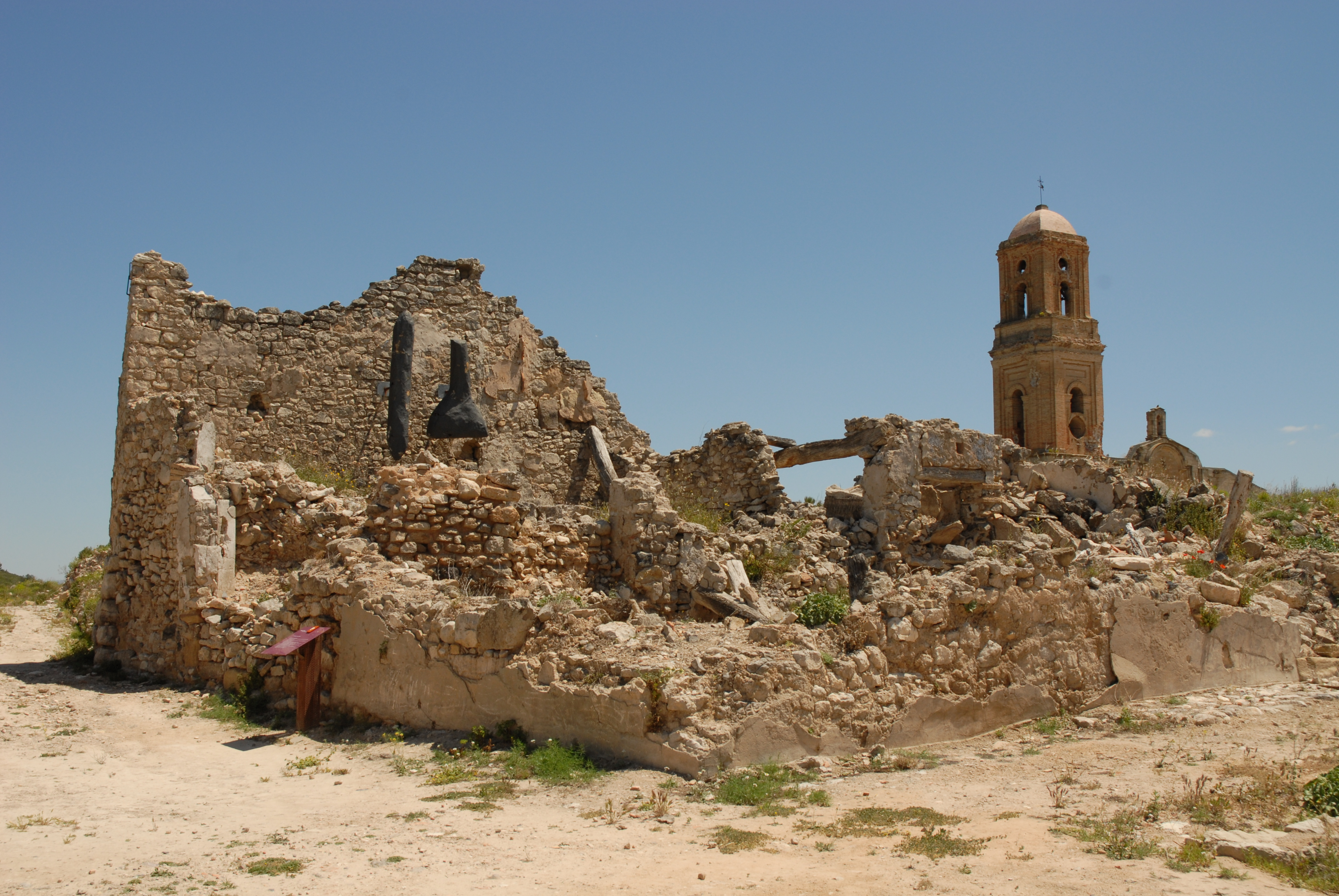
Presidit per l'església de Sant Pere del poble vell de Corbera d'Ebre, al seu voltant s'observen les restes de cases destruïdes pels bombardeigs de l'aviació franquista durant la batalla. A la foto ruïnes al carrer de la Bassa.